# Wittenberg (Amsterdam)

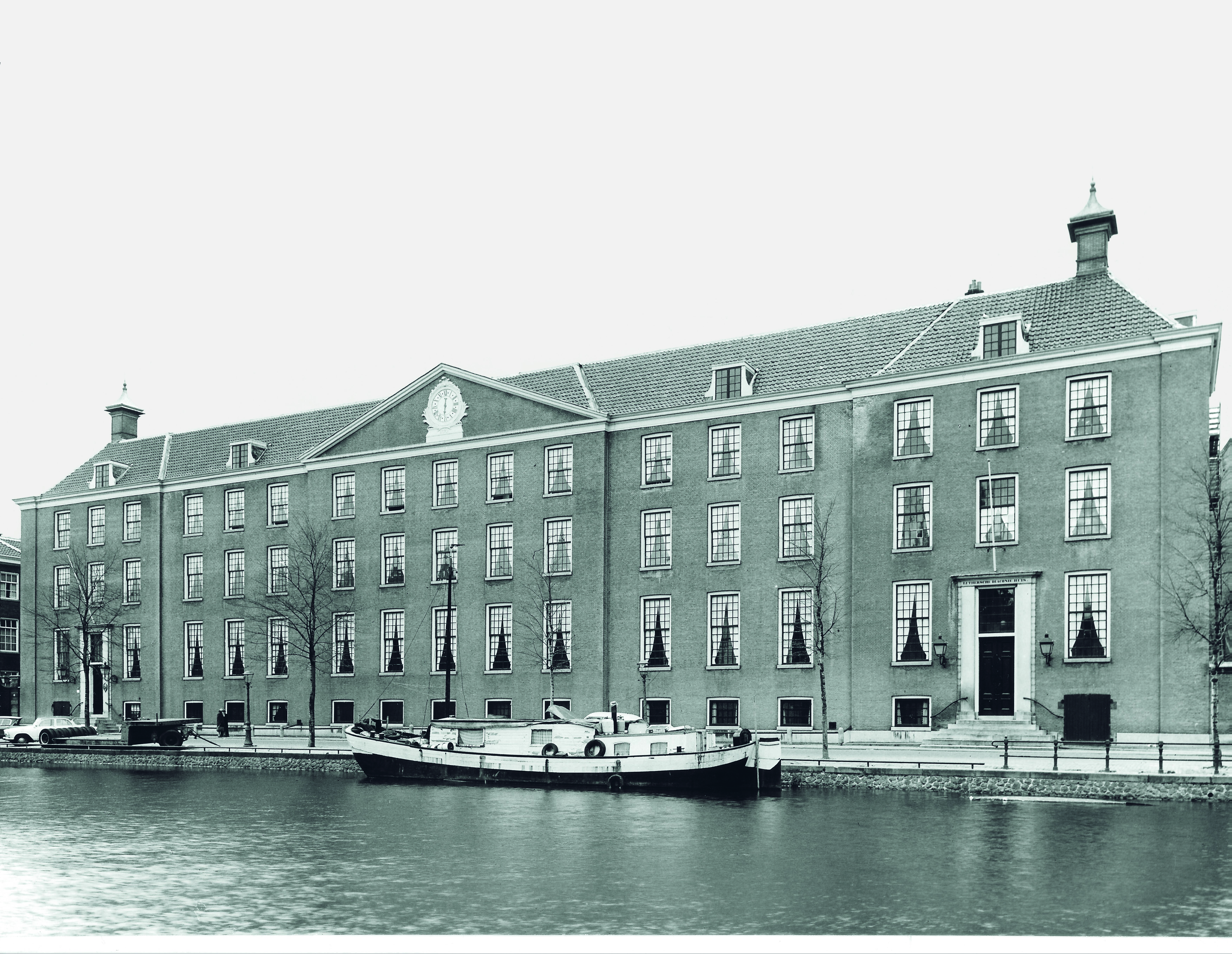
het Evangelisch-Luthers Diaconie Oude Mannen en Vrouwenhuis, ofwel Gebouw de Wittenberg, Nieuwe Keizersgracht Amsterdam

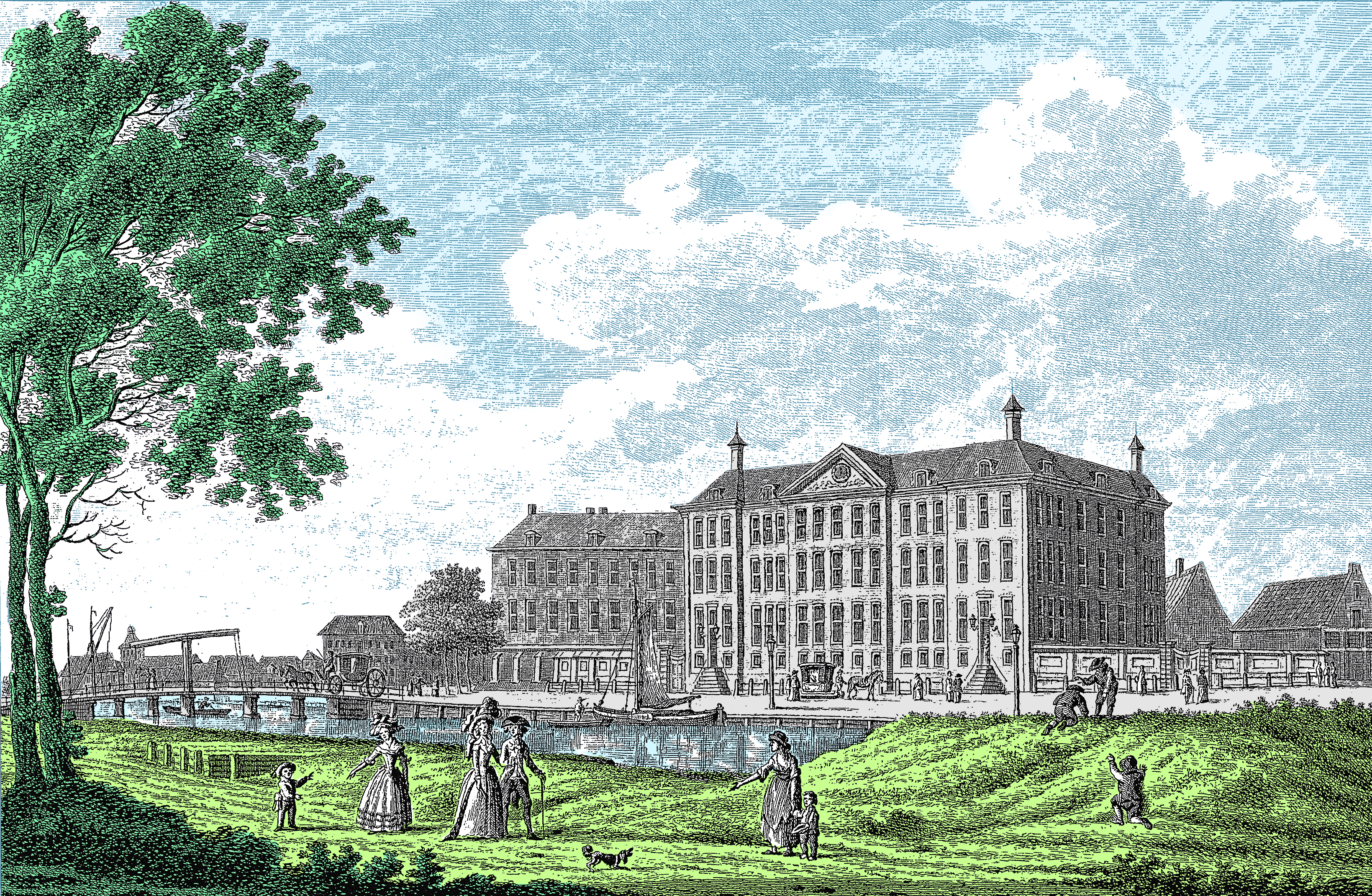
18e-eeuwse gravure

Wittenberg is een Amsterdams gebouw waarin het voormalige Evangelisch-Luthers Diaconie Oude Mannen- en Vrouwenhuis was gevestigd. Het pand is gelegen aan de Nieuwe Kerkstraat 159, bij Nieuwe Keizersgracht, hoek Roetersstraat. Het is een Rijksmonument.

## Geschiedenis
Het gebouw, oorspronkelijk Luthers Diaconiehuis geheten, stamt uit 1772 en werd ontworpen door bouwmeester Coenraad Hoeneker. Dankzij een royale erfenis van Abraham Kromhuijsen en zijn zuster Johanna Maria Kromhuijsen, weduwe van Melchior ten Hove, beschikte de Lutherse diaconie over voldoende fondsen om een diaconiehuis te bouwen. Het Amsterdamse stadsbestuur stelde langs de Muidergracht (thans Nieuwe Keizersgracht) een perceel "vrijelijk" ter beschikking en vroeg ook geen accijnzen.
Als dank voor dit gebaar is in de voormalige eetzaal een Burgemeesterspoort gebouwd met daarin de familiewapens van de vier toenmalige Amsterdamse burgemeesters. Door deze ruimhartigheid kon het gebouw groter worden dan aanvankelijk de bedoeling was geweest. De eerste steen voor het huis van drie verdiepingen op het Weesperveld, dat plaats zou bieden aan 300 bewoners, werd op 6 september 1769 gelegd door de welgestelde koopman en kunstverzamelaar Jan Gildemeester Jansz.. De oorspronkelijke naam was "Luthers Diaconie Oude Mannen en -Vrouwen Huis". Een groot deel van de 19e eeuw heeft het pand tevens als weeshuis van de Lutherse diaconie gefungeerd.
De opvang van bejaarden verhuisde in 1967 naar nieuwbouw in Osdorp, zodat het gebouw vrij kwam voor een nieuwe bestemming. In 1968 wijzigde de naam in "Wittenberg". Sindsdien was in het pand verpleeghuis Wittenberg gevestigd. De naam Wittenberg heeft een Lutherse oorsprong: het was de stad waar Luther als hoogleraar werkzaam was. In 2015 werd het gebouw gesloten. Daarna volgde een renovatie.
Sinds december 2017 is Wittenberg geopend als een Short Stay-verblijf met 115 appartementen. Rondom de voormalige regentenkamers is het Luther Museum Amsterdam ingericht, over de geschiedenis van de Lutherse kerk in Amsterdam en in het bijzonder haar diaconale werk zoals dat in het vroegere Oude Mannen- en Vrouwenhuis tot uitdrukking kwam (ingang aan de Nieuwe Keizersgracht 570).

### Trivia
In de bezettingstijd zat de schrijver Jan de Hartog enige tijd ondergedoken in het Lutherhuis. Hij deed hier de inspiratie op voor zijn toneelstuk The Fourposter (Het Hemelbed).